# ФК Гремио Порто Алегре
Гремио Порто Алегре (Grêmio Foot-Ball Porto Alegrense) је један од најпознатијих бразилских фудбалских тимова. Тим је из, како му само има каже, из Порто Алегреа, Рио Гранди ду Сул и основан је 15. септембра 1903. године. Међу многим освојеним титулама, најзначајнији су један Интерконтинентални Куп, три Купа Либертадорес (јужноамеричка Лига Шампиона), два бразилска шампионата и пет бразилских купова.
Гремио је и званично рангиран као број 1 по бразилском фудбалском савезу (CBF), а као број 3 по рангирању КОНМЕБОЛ организације Архивирано на веб-сајту  (7. јун 2007) (јужноамеричка фудбалска организација)
Највећи ривал Гремија је фудбалски клуб, такође из Порто Алегреа, Спорт клуб Интернасионал.

## Историја
Када је 7. септембра, 1903, Спорт клуб Рио Гранди, одиграо свој први фудбалски меч у Порто Алегреу, један од гледалаца, Кандидо Диас, остао је очаран овим новим спортом. Послије меча, од играча је сазнао мало више о правилима и како да оснује клуб. Већ 15. септембра, исте године, 32 човјека, укључујући и Кандида, основало је клуб. Карлос Луиз Борер је изабран за првог предсједника клуба. Истог дана, основан је и Фудбалски клуб Порто Алегре. И један и други клуб су у највећем броју окупљали Бразилце њемачког поријекла. Највјероватније, из овог разлога, у клубу нису могли играти Бразилци афричког поријекла, а први црни играч Гремија био је Tesourinha, који је у Гремију играо 50их година двадесетог вијека. Највећи ривал, Интернасионал, имао је исто расна ограничења, али су иста укинута још 20их година, иако су основани 6 година послије Гремија.
Одмах по оснивању будућег највећег ривала, Интернасионала, 1909. године, Гремио је одиграо утакмицу са њим и побиједио га са 10-0. Ова се побједа и данас помиње са највећим поносом од стране навијача Гремија (Гремистас — навијач Гремија). Највећа побједа Гремија, била је 25. августа, 1912. године, када је Гремио побиједио локални Спорт клуб Насионал са 23-0. Како је клубова било све више, а такмичења нису била усклађена, 1919. године, основана је Спортска Федерација Рио Гранди ду Сул, чији је један од оснивача био и Гремио. Спортска федерација је организовала државна фудбалска такмичења, а прво које је припало Гремију је био оно које је играно 1921. године
Иако је спорт, посебно фудбал постао најпопуларни спорт код гаучоса (гаучо - сточар, иначе назив за становнике државе Рио Гранди ду Сул), преко 30 година, није било ниједног клуба који је могао побиједити тим из Сао Паула. Први који је то успио био је Гремио. 19. маја, 1935. године, Гремио је побиједио Сантос са 3-2. Гремио је такође једини клуб изван Рио де Жанеира, који је побиједио Фламенго на Маракани.
Први бразилски телевизијски пренос фудбалске утакмице у боји, био је пренос утакмице између Гремија и Кашас ду Сул. Први гол постигнут у Серији А, дјело је аргентинца Scotta у дресу Гремија. 30. маја, 1979, Гремио је одиграо своју прву утакмицу по снијегу.
Дана 3. маја 1981. Гремио је први пут освојио Серију А, побједом над Сао Паулом у финалу, одржаном на стадиону Морумби, у Сао Паолу. Прву интернационалну титулу, Гремио је освојио 1983. године, побједом над уругвајским Пењаролом у Копа Либертадорес. Исте године је побједом над ХСВ-ом, Гремио освојио и Интерконтинентални Куп. У то вријеме настала је позната узречица Гремиста: „Земља је плава“.
Прво издање Бразилског фудбалског Купа, 1989. године, припало је Гремију, послије понижавања Фламенга од 6-1 у полуфиналу, и побједом Спорт Ресифеа у финалу. Двије године касније, 1991, послије очајне сезоне, Гремио је испао у Серију Б, али се послије двије године вратио у друштво најбољих бразилских клубова. Већ сљедеће године, 1994, Гремио је узео свој други Куп, побједом над Сеаром у финалу. Сљедеће године, под водством, Луиса Фелипеа Сколарија, Гремио је стао на корак до нове титуле у Купу. У финалу је изгубио од Коринтианса.
У Августу, 1995. године, два дана послије побједе над Интернасионалом (против којег је играо други тим Гремија), Гремио је узео Копа Либертадорес, побједом над колумбијским Атлетико Насионалом, у финалу. Другу титулу Интерконтинентал купа, ипак нису успјели узети. Титула је припала Ајаксу који је био бољи након извођења једанаестераца. Године 1996, Гремио је узео своју другу титулу Серије А, побједом над Португесом у финалу. Низ титула се наставља и 1997. године. Овај пут је био у питању тећи Куп Бразила. У финалу је побијеђен Фламенго. Послије 0-0 у Порто Алегреу, у Рио де Жанеиру је било 2-2, па је Гремио био побједник због голова у гостима. Свој четврти куп, Гремио је освојио 2001. године побједом над Коринтиансом. Послије 2-2 у Порто Алегреу, гремио је побиједио Коринтианс у Сао Паолу са 3-1.
Године 2004, послије лоше сезоне, Гремио опет одлази у Серију Б. Али послије одлучујуће утакмице против Наутика, сљедеће године се враћа у Серију А. Ова утакмица је била битка у правом смислу те ријечи и на терену и око њега. Током утакмице, Гремију су била искључена 4 играча и суђена два пенала, али је ипак на крају Гремио побиједио резултатом 1-0!
Година 2006. и 2007. Гремио је побиједио на државном првенству. Прво побједом над највећим ривалом Интернасионалом, а затим над Жувентудеом.

## Титуле
- Међународне
  - Интерконтинентални Куп: 1983.
  - Копа Либертадорес: 1983, 1995, 2017.
  - Рекопа Судамерикана: 1996.
  - Копа Интерамерикана: 1983.
- Бразилске
  -  Серија А: 1981, 1996.
  -  Куп: 1989, 1994, 1997, 2001, 2016.
  -  Серија Б: 2005.
  -  Суперкуп: 1990.
- Регионалне
  - Копа Сул: 1999.
  - Сул-Бразилеиро: 1962.
- Државне
  -  35 државних првенстава Рио Гранди ду Сул: 1921, 1922, 1926, 1931, 1932, 1946, 1949, 1956, 1957, 1958, 1959, 1960, 1962, 1963, 1964, 1965, 1966, 1967, 1968, 1977, 1979, 1980, 1985, 1986, 1987, 1988, 1989, 1990, 1993, 1995, 1996, 1999, 2001, 2006. и 2007.
- Градске

31 пут шампион Порто Алегреа: 1904, 1905, 1906, 1907, 1911, 1912, 1914, 1915, 1919, 1920, 1921, 1922, 1923, 1925, 1926, 1930, 1931, 1932, 1933, 1935, 1937, 1938, 1939, 1940, 1946, 1949, 1956, 1957, 1958, 1959. и 1960.
- Остале
  -  - 2006.
  -  – 1986. и 1987.
  -  – 1985.
  -  - 1995.
  -  – 1998.
  -  – 1968.
  -  – 1985.
  -  – 1981.
  -  – 1981.
  -  – 1996.
  -  – 1979.
  -  – 1971.
  -  – 1972.
  -  – 1955.
  -  – 1971.
  -  – 1996.
  -  – 1997.
  -  – 1914, 1915. и 1916.
  -  – 1928.
  -  - 1962.
  -  – 1970.
  -  – 1971.
  -  – 1988.
  -  – 1995.

- Младе категорије
  -  2004.
  - : 1995, 1996, 1997, 1998, 2000.

## Резултати по такмичењима

### Резултати уСерији А
| Година | Мјесто | Година | Мјесто | Година | Мјесто | Година | Мјесто |  |
| ------ | ------ | ------ | ------ | ------ | ------ | ------ | ------ |  |
| 1971   | 6      | 1981   | 1      | 1991   | 19     | 2001   | 5      |  |
| 1972   | 10     | 1982   | 2      | 1992   | -      | 2002   | 3      |  |
| 1973   | 5      | 1983   | 14     | 1993   | 13     | 2003   | 20     |  |
| 1974   | 5      | 1984   | 3      | 1994   | 14     | 2004   | 24     |  |
| 1975   | 15     | 1985   | 23     | 1995   | 15     | 2005   | -      |  |
| 1976   | 6      | 1986   | 14     | 1996   | 1      | 2006   | 3      |  |
| 1977   | 13     | 1987   | 5      | 1997   | 15     | 2007   |        |  |
| 1978   | 6      | 1988   | 4      | 1998   | 8      | 2008   |        |  |
| 1979   | 22     | 1989   | 11     | 1999   | 18     | 2009   |        |  |
| 1980   | 6      | 1990   | 3      | 2000   | 4      | 2010   |        |  |

### Резултати уКупу
| Година | Мјесто             | Година | Мјесто             | Година | Мјесто |  |
| ------ | ------------------ | ------ | ------------------ | ------ | ------ |  |
| 1989   | побједник          | 1999   | 12 - осмина финала | 2009   |        |  |
| 1990   | 15 - осмина финала | 2000   | 20 - трећа фаза    | 2010   |        |  |
| 1991   | 2 - финалиста      | 2001   | побједник          | 2011   |        |  |
| 1992   |                    | 2002   |                    | 2012   |        |  |
| 1993   | 2 - финалиста      | 2003   |                    | 2013   |        |  |
| 1994   | побједник          | 2004   | 5 - четврфинале    | 2014   |        |  |
| 1995   | 2 - финалиста      | 2005   | 13 - осмина финала | 2015   |        |  |
| 1996   | 3 - полуфинале     | 2006   | друга фаза         | 2016   |        |  |
| 1997   | побједник          | 2007   |                    | 2017   |        |  |
| 1998   | 14 - осмина финала | 2008   |                    | 2018   |        |  |

## Навијачи
Од почетка деведесетих година двадесетог вијека, Гремио има највеће и најорганизованије групе навијача у држави Рио Гранди ду Сул, што је доказано од стране више независних истраживања проведених од 1993 до 2006. године. Оно што је навијачима Гремија најбитније, истраживање је доказало да су они испред свог највећег ривала Интернасионала. Када је у питању читав Бразил, гремисти су пети по величини, јер осим у самом Рио Гранди ду Сул, гремиста има и у Санта Катарини, Парани и Мату Гросу ду Сул, као и изван граница Бразила, у Јапану, Швајцарској и Колумбији.
Познатије навијачке групе
| - Geral do Grêmio (Жерал ду Гремио) - Garra Tricolor (Гара Триколор - тробојна канџа) | - Alma Castelhana (Алма Кастељана) - Máfia Tricolor (Мафија Триколор) | - Super Raça Gremista (Супер Раса Гремиста) - Torcida Jovem do Grêmio (Торцида Жовем до Гремио - млади) |

## Стадион

### Стадион Башада
Стадион Башада је први стадион Гремија. Стадион се налазио у отменом кварту Порто Алегреа (претежно њемачком), Моињос де Венто (у преводу са португалског: вјетрењаче), а прва утакмица на њему је одржана 1904. године. На овом стадиону, Гремио је играо пуних 50 година, када је саграђен постојећи Олимпико монументал. На мјесту гдје се налазио стадион Башада, и данас стоји плоча која подсјећа на то. Први дерби између Интернасионала и Гремија одигран је на Башади, и завршио 10-0 за Гремио.

### Олимпико монументал
Тренутно, Олимпико је стадион на којем Гремио игра утакмице као домаћин. Отворен је 19. септембра 1954. са капацитетом од око 38000 мјеста. Стадион је проширен, 1980. године, када је дограђен горњи круг (спрат) сједишта, чиме је капацитет повећан на 85000 мјеста. Поштујући прописе ФИФА-е, 1990. године, постављене су столице на цијелом стадиону, чиме је тренутни капацитет стадиона око 51000 мјеста.

### Стадион Триколор
Гремио намјерава да од 2008. године почне изградњу новог стадиона. Једна од могућих варијанти је да се прошири постојећи Олимпико. У сваком случају, нови стадион (или реновирани Олимпико) ће имати гледалиште на три спрата као највећи европски садиони. У плановима који су најављени из Гремија, стоји да ће у стадиону постојати хотел, шопинг центар, ресторан (са панорамским погледом), као и сва потребна инфраструктура за клуб и новинаре. На централном прстену, ће се налазити око 1000 ВИП мјеста.
Посао би требало да почне у 2008 години, а да буде завршен у децембру 2010. године.

## Познати гремисти

### Играчи
- Роналдињо
- Емерсон
- Андерсон
- Марио Жардел
- Lucas Pezzini Leiva
- Manuel Resende de Matos Cabral - Нелињо

### Тренери
- Луис Фелипе Сколари